# Батурін Віктор Миколайович
Віктор Миколайович Бату́рін (нар. 3 червня 1937, Полтава — пом. 16 листопада 1993, Полтава) — український художник-оформлювач; член Спілки художників України з 1984 року. Заслужений художник УРСР з 1984 року.

## Біографія
Народився 3 червня 1937 року в місті Полтаві (тепер Україна). Протягом 1962–1968 років навчався в Московському поліграфічному інституті.
Протягом 1960–1963 років працював художником-декоратором Полтавського українського музично-драматично театру, протягом 1963–1965 років — викладачем дитячої художньої школи, протягом 1965–1993 років — художником Полтавського художньо-виробничого комбінату. Головний художниу Полтави з 1992 року. Помер в Полтаві 16 листопада 1993 року.

## Творчість
Виконав художнє оформлення
- Літературно-меморіального музей Івана Котляревського у Полтаві (1969);
- Очаківського військово-історичного музею (1970—1972);
- Літературно-меморіального музею Панаса Мирного у Полтаві (1973—1974);
- Державного музею театрального, музичного та кіно-мистецтва України у Києві (1973—1982, у співавторстві);
- Музею-заповідника Миколи Гоголя у селі Гоголевому Полтавськох області (1984).

Брав участь у створенні композиції української садиби на Міжнарнародній виставці садівництва «ЕКСПО–93» у місті Штутгарті (Німеччина).
Автор монументальних творів, меморіальних дошок, присвячених землякам. Співавтор пам'ятника українським загиблим козакам (Полтава, 1994).
Брав участь у всеукраїнських і зарубіжних (Велико-Тирново, Народна Республіка Болгарія, 1975) виставках.
Твори зберігаються в Музеї-заповіднику українського гончарства в смт Опішні Полтавської області, Музеї образотворчого мистецтва у Бішкеку, Музеї декоративно-ужиткового мистецтва у Москві.

## Вшанування пам'яті
У Полтаві на будинку по вулиці Юліана Матвійчука № 41 встановлено меморіальну дошку художнику.